# گورستان و آرامگاه بابا یوسف
قبرستان و بقعه بابا یوسف مربوط به دوره صفوی است و در دزفول، در حاشیه شمالی گورستان رودبند، جنب پل سوم واقع شده و این اثر در تاریخ ۹ اردیبهشت ۱۳۸۲ با شمارهٔ ثبت ۸۳۷۴ به‌عنوان یکی از آثار ملی ایران به ثبت رسیده است.